# Holocrinus
 Holocrinus Wachsmuth & Springer, 1886, ist eine Gattung der zum Stamm der Stachelhäuter (Echinodermata Bruguière, 1791 [ex Klein, 1734]), der Klasse der Seelilien (Crinoidea Miller, 1821) und der Unterklasse Articulata Zittel, 1879, gehörenden Ordnung Holocrinida Jaekel, 1918. Das Vorkommen der Gattung Holocrinus ist bisher vom Olenekium bis einschließlich Ladinium von Europa, Asien und Nordamerika belegt.

## Taxonomie
Gattung Holocrinus Wachsmuth & Springer, 1886
- Typusart: Encrinus beyrichi Picard, 1883

## Beschreibung
Der Kelch besteht von außen betrachtet aus zwei Basalkränzen, wobei der obere vergleichsweise hoch und beide nach innen sehr verdickt sind. Darauf folgt ein Radialkranz, über dem der Kelch eingeschnürt ist. Die Arme sind einzeilig. Die Nodalglieder im Stiel tragen zwei bis fünf Cirren, die zur Verankerung und vermutlich auch zur Atmung dienten. Die Kelchdecke besteht zentral aus größeren und peripher aus kleineren Platten, die zum Teil gekörnelt sind.

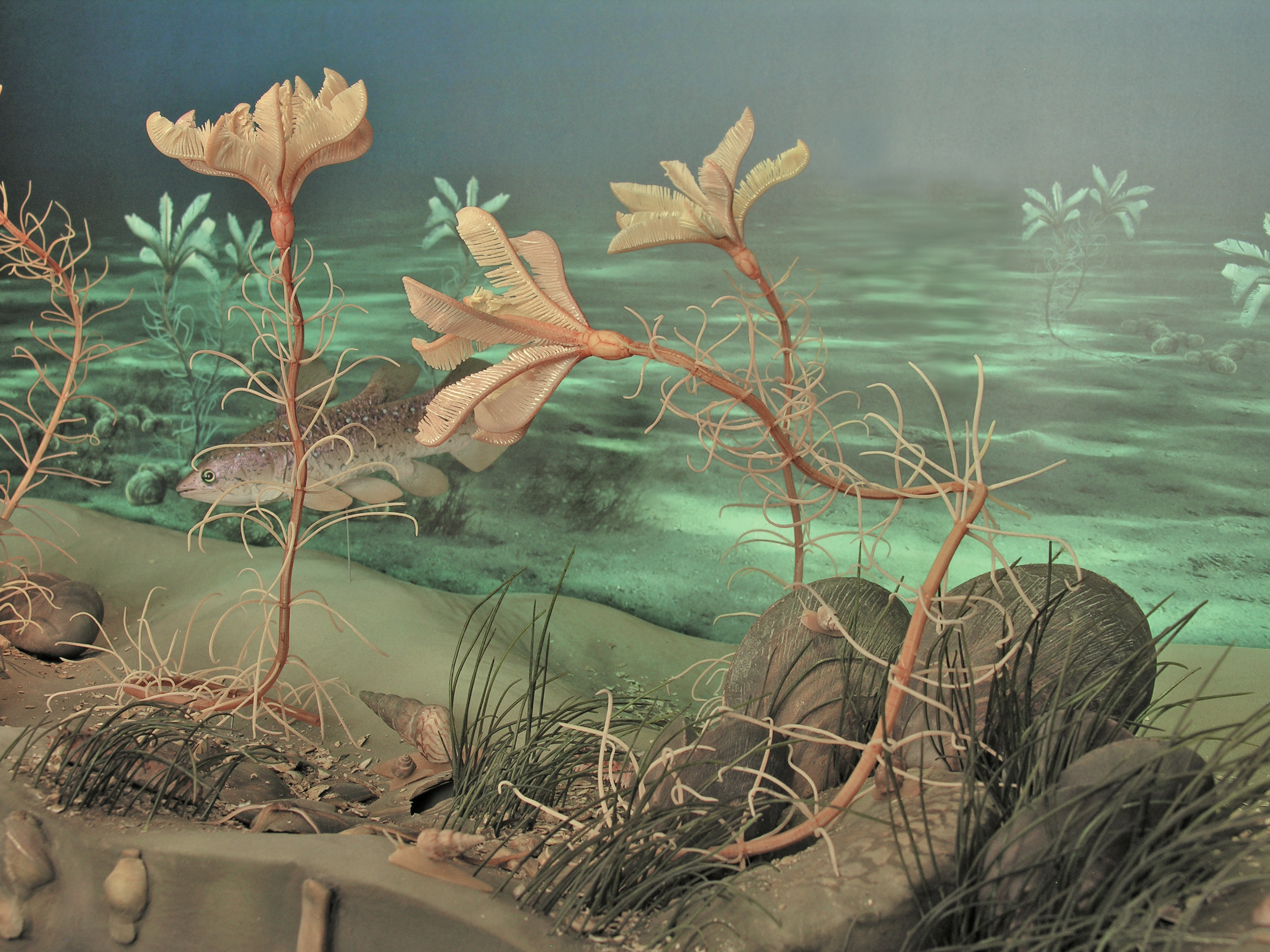
Lebensbild von triassischen Seelilien der Ordnung Holocrinida, Museum Terra Triassica Euerdorf

## Lebensweise
Holocriniden waren nicht wie viele andere Seelilien (Encrinida) mit einer Haftscheibe am Meeresboden festgewachsen, sondern konnten sich mit ihren Cirren aktiv am Untergrund oder auch an byssustragenden Muscheln festkrallen, diese Verankerung jedoch auch wieder lösen und ihren Lebensort eigenständig wieder wechseln. Nach Tomasz Baumiller und Hans Hagdorn (1995) hatten die Holocriniden wie ihre Nachfahren, die heute noch in der Tiefsee lebenden Isocriniden, in ihrem Stiel unter den Nodalgliedern Sollbruchstellen, an denen der Stiel so abgeworfen werden konnte, dass das Tier sich mit seinem endständigen Cirrenkranz leicht wieder verankern konnte.

## Arten
- Holocrinus acutangulus (von Meyer, 1847)
  - Erstbeschreibung:
    - * Chelocrinus ?acutangulus – von Meyer, 1847, S. 576
    - Chelocrinus ?acutangulus – von Meyer, 1849, S. 272–275, Tafel XXXII, Abb. 17–18, 21–26

  - Stratigraphisches Vorkommen: Unterer Muschelkalk, Zentral-Europa
  - Zeitliche Einstufung: Frühes Anisium
  - Material: Stielglieder, Cirren, Kelche, Brachiale

- Holocrinus beyrichi (Picard, 1883)
  - Erstbeschreibung:
    - * Encrinus Beyrichi – Picard, 1883, S. 199, Tafel IX

  - Stratigraphisches Vorkommen: Unterer Muschelkalk, Deutschland
  - Zeitliche Einstufung: Mittleres Anisium
  - Material: komplette Exemplare

- Holocrinus cisnerosi Schmidt, 1935
  - Erstbeschreibung:
    - * Pentacrinus (Holocrinus?) cisnerosi n. sp. – Schmidt, 1935, S. 35–38, Abb. 2 (32) und Tafel III, Fig. 16

  - Stratigraphisches Vorkommen: Muschelkalk, Spanien
  - Zeitliche Einstufung: Ladinium
  - Material: Stielglieder, Cirren

- Holocrinus doreckae Hagdorn, 1983
  - Erstbeschreibung:
    - * Holocrinus doreckae n. sp. – Hagdorn, 1983, S. 354 und S. 355, Abb. 4, A—M

  - Stratigraphisches Vorkommen: Oberer Muschelkalk, Deutschland
  - Zeitliche Einstufung: Spätes Anisium
  - Material: Stielglieder, Cirren

- Holocrinus dubius (Goldfuss, 1831)
  - Erstbeschreibung:
    - * Pentacrinites dubius – Goldfuss, 1831, S. 176, Tafel 53, Abb. 6

  - Stratigraphisches Vorkommen: Unterer Muschelkalk, Zentral-Europa
  - Zeitliche Einstufung: Mittleres bis Spätes Anisium
  - Material: komplette Exemplare

- Holocrinus meyeri Hagdorn & Gluchowski, 1993
  - Erstbeschreibung:
    - * Holocrinus meyeri n. sp. – Hagdorn und Gluchowski, 1993, S. 174, Fig. 12, Abb. 1

  - Stratigraphisches Vorkommen: Unterer und Mittlerer Muschelkalk, Polen
  - Zeitliche Einstufung: Spätes Anisium
  - Material: Stielglieder, Cirren, Kelch, Brachiale

- Holocrinus smithi (Clark, 1915)
  - Erstbeschreibung:
    - * Isocrinus smithi n. sp. – Clark, 1915, S. 21, Tafel 1, Fig. 1a und 1b

  - Stratigraphisches Vorkommen: Virgin Limestone, Thaynes Formation, westliches N-Amerika
  - Zeitliche Einstufung: Olenekium, Spathium
  - Material: Stielglieder, Cirren

- Holocrinus wagneri (Benecke, 1887)
  - Erstbeschreibung:
    - Encrinus gracilis von Buch – Wagner, 1887, S. 6–26, Tafel I, Tafel II, Fig. 1–13
    - * Encrinus Wagneri – Benecke, 1887, S. 378

  - Stratigraphisches Vorkommen: Unterer Muschelkalk, Deutschland
  - Zeitliche Einstufung: Frühes Anisium
  - Material: komplette Exemplare